# Coppa della Regina 2017-2018 (pallavolo)
La Coppa della Regina 2017-18 si è svolta dal 2 al 4 marzo 2018: al torneo hanno partecipato sei squadre di club spagnole e la vittoria finale è andata per la quarta volta al Logroño.

## Regolamento
Le squadre hanno disputato quarti di finale (non hanno partecipato la prima e la seconda classificata al termine del girone di andata della regular season della SFV 2017-18, già qualificate alle semifinali), semifinali e finale.

## Squadre partecipanti
| Squadra      | Qualificazione                       | Ultima partecipazione      |
| ------------ | ------------------------------------ | -------------------------- |
| Arona        | 4ª al girone di andata SFV 2017-2018 | Debutto                    |
| Ciutadella   | 3ª al girone di andata SFV 2017-2018 | Coppa della Regina 2014-15 |
| Esquimo      | 6ª al girone di andata SFV 2017-2018 | Debutto                    |
| Haris        | 2ª al girone di andata SFV 2017-2018 | Coppa della Regina 2016-17 |
| JAV Olímpico | 5ª al girone di andata SFV 2017-2018 | Coppa della Regina 2014-15 |
| Logroño      | 1ª al girone di andata SFV 2017-2018 | Coppa della Regina 2016-17 |

## Torneo

### Tabellone
|  | Quarti | Quarti       | Quarti |  |   | Semifinali | Semifinali | Semifinali |  |   | Finale  | Finale | Finale |
|  |        |              |        |  |   |            |            |            |  |   |         |        |        |
|  |        |              |        |  |   | 1          | Logroño    | 3          |  |   |         |        |        |
|  |        |              |        |  |   | 1          | Logroño    | 3          |  |   |         |        |        |
|  |        |              |        |  |   | 6          | Esquimo    | 0          |  |   |         |        |        |
|  | 3      | Ciutadella   | 2      |  |   | 6          | Esquimo    | 0          |  |   |         |        |        |
|  | 3      | Ciutadella   | 2      |  |   |            |            |            |  |   |         |        |        |
|  | 6      | Esquimo      | 3      |  |   |            |            |            |  |   |         |        |        |
|  | 6      | Esquimo      | 3      |  |   |            |            |            |  | 1 | Logroño | 3      |        |
|  |        |              |        |  |   |            |            |            |  | 1 | Logroño | 3      |        |
|  |        |              |        |  |   |            |            |            |  |   | 4       | Arona  | 0      |
|  | 4      | Arona        | 3      |  |   |            |            |            |  |   | 4       | Arona  | 0      |
|  | 4      | Arona        | 3      |  |   |            |            |            |  |   |         |        |        |
|  | 5      | JAV Olímpico | 0      |  |   |            |            |            |  |   |         |        |        |
|  | 5      | JAV Olímpico | 0      |  | 2 | Haris      | 1          |            |  |   |         |        |        |
|  |        |              |        |  | 2 | Haris      | 1          |            |  |   |         |        |        |
|  |        |              |        |  |   | 4          | Arona      | 3          |  |   |         |        |        |
|  |        |              |        |  |   | 4          | Arona      | 3          |  |   |         |        |        |

### Risultati

#### Quarti di finale
| 2 marzo 2018 Pabellón Juan Ríos Tejera, San Cristóbal de La Laguna Durata: 1h:10 - Spettatori: 2 000 | Arona      | 3 - 0 | JAV Olímpico | 25-21, 25-17, 25-17               |
| 2 marzo 2018 Pabellón Juan Ríos Tejera, San Cristóbal de La Laguna Durata: 2h:05 - Spettatori:650    | Ciutadella | 2 - 3 | Esquimo      | 20-25, 25-22, 25-16, 19-25, 10-15 |

#### Semifinali
| 3 marzo 2018 Pabellón Juan Ríos Tejera, San Cristóbal de La Laguna Durata: 1h:14 - Spettatori: 1 000 | Logroño | 3 - 0 | Esquimo | 25-14, 26-24, 25-15        |
| 3 marzo 2018 Pabellón Juan Ríos Tejera, San Cristóbal de La Laguna Durata: 1h:46 - Spettatori: 3 000 | Haris   | 1 - 3 | Arona   | 18-25, 25-18, 25-27, 23-25 |

#### Finale
| 4 marzo 2018 Pabellón Juan Ríos Tejera, San Cristóbal de La Laguna Durata: 1h:17 - Spettatori: 2 500 | Logroño | 3 - 0 | Arona | 25-18, 26-24, 25-22 |